# Жан I (герцог Лотарингії)
Жан (Іоганн) I (фр. Jean Ier, нім. Johann I.; 1346 — 23 вересня 1390) — герцог Лотарингії в 1346—1390 роках.

## Життєпис
Походив з Лотаринзького дому. Єдиний син Рудольфа I, герцога Лотарингії, та Марії де Блуа-Шатійон. Народився в лютому 1346 року. У серпні того ж року після загибелі батька оголошений новим герцогом Лотарингії. Через малий вік регентшею була оголошена Марія де Блуа. Її допомагав Ебергард II, граф Вюртембергу.
У 1353 році оголошений повнолітнім та перебрав на себе урядування в герцогстві. У грудні 1353 року під час перебування в Лотарингії імператора Карла IV приніс йому оммаж за герцогство, а той призначив його «генеральним лейтенантом імперії на Мозельщині (Мозельланді)». 1354 року його права герцога визнав Жан II, король Франції.
Продовжив політику батька щодо союзу з Францією проти Англії під час Столітньої війни. 1356 року брав участь у битві при Пуатьє, де зміг врятуватися. Того ж року разом з лицарями Тевтонського ордену брав участь у хрестовому поході проти литовців. 1358 року допомагав дофінові Карлу придушити Паризьке повстання.
1361 року оженився з представницею Вюртемберзької династії. У 1364 році брав участь у коронації Карла V королем Франції в Реймсі. Невдовзі рушив на допомогу своєму вуйкові Карлу I де Блуа, герцогу Бретані, в його боротьбі з Жаном де Монфором. 29 вересня того ж року брав участь у битві біля Оре, де Карл I загинув, а Жан I Лотаринзький потрапив у полон. 1365 року знову вирушив на допомогу Тевтонському ордену, що вів війну з литовцями.
Згодом брав участь у війні за звільнення французьких територій, втрачених внаслідок Договору у Бретіньї. Наприкінці свого володарювання політично зблизився з Філіппом II, герцогом Бургундії, переважно через загрозу найманців відомих як «велика кампанія», які загрожували плюндруванням Лотарингії.
Помер 1390 року в Парижі під час судового розгляду Паризького парламенту скарги проти нього з боку магістрату міста Нефшато. Жану I спадкував його старший син Карл.

## Родина
Дружина — Софія, донька Ебергарда II, графа Вюртемберзького.
Діти:
- Карл (1364—1431) — герцог Лотарингії
- Феррі (1371—1415) — граф Водемон
- Ізабелла — дружина Ангерана VII де Кусі